# Paul Boldt
Pour les articles homonymes, voir Boldt.
Œuvres principales
Junge Pferde! Junge Pferde! (1913)
Paul Boldt, (31 décembre 1885 à Christfelde (en), arrondissement de Schwetz en province de Prusse-Occidentale - 16 mars 1921) est un écrivain représentant de l’expressionnisme littéraire allemand.

## Biographie
Paul Boldt vit à partir de 1907 à Berlin. En 1914, il participe au cabaret  Die feindlichen Brüder d’Alfred Wolfenstein qui se tient au salon Cassirer. Ses œuvres sont pour l’essentiel publié par Franz Pfemfert dans sa revue Die Aktion jusqu’en août 1918.
Boldt publie un seul livre, le recueil de poésies Junge Pferde! Junge Pferde!, dans la collection Der jüngste Tag du Kurt Wolff Verlag.
Après la Première Guerre mondiale, on le retrouve à Fribourg-en-Brisgau où, changeant de vie, il étudie la médecine. Il meurt dans cette ville en 1921, des suites d'une opération chirurgicale.

## Ouvrages
- 1913 Junge Pferde! Junge Pferde!, Der jüngste Tag, Kurt Wolff Verlag